# Добруша (Болгария)
Добруша (болг. Добруша) — село в Болгарии. Находится в Врачанской области, входит в общину Криводол. Население составляет 267 человек.

## Политическая ситуация
В местном кметстве Добруша, в состав которого входит Добруша, должность кмета (старосты) исполняет Иван  Перванов Ваков (Болгарская социалистическая партия (БСП)) по результатам выборов.
Кмет (мэр) общины Криводол — Николай Георгиев Иванов (Болгарская социалистическая партия (БСП)) по результатам выборов.